# Nadagara
Nadagara là một chi bướm đêm thuộc họ Geometridae.